# Tor tambra
Tor tambra är en fiskart som först beskrevs av Achille Valenciennes 1842.  Tor tambra ingår i släktet Tor och familjen karpfiskar. IUCN kategoriserar arten globalt som otillräckligt studerad. Inga underarter finns listade i Catalogue of Life.